# Conochilus unicornis
Espèce
Synonymes
- Conochilus limneticus Stenroos, 1898[2]
- Conochilus norvegicus Burckhardt, 1943[2]

Conochilus unicornis est une espèce de rotifères de la famille des Conochilidae.

## Habitat
Conochilus unicornis est une espèce de rotifères dulcicoles : il peuple les étendues d'eau douce dans lesquelles il forme des colonies,.

## Taxonomie
Le rotifère Conochilus unicornis est décrit, associé au taxon Conochilus, et nommé, pour la première fois, par le zoologiste britannique Charles Rousselet.